# Nikki Chooi
Nikki Chooi (* 31. Januar 1989 in Victoria/British Columbia) ist ein kanadischer Geiger chinesischer Herkunft.
Chooi begann seine Ausbildung am Curtis Institute of Music bei Joseph Silverstein und Ida Kavafian und setzte sie bei Bill van der Sloot an der Mount Royal University in Calgary, Sydney Humphreys am Victoria Conservatory of Music und schließlich bei Donald Weilerstein an der Juilliard School fort. Er gewann 2004 den Grand Award beim 2004 Canadian National Music Festival und den Ersten Preis bei der Montreal Symphony Standard Life Competition, 2007 den Ersten Preis bei der Shean Strings Competition und den Spezialpreis beim 13. Internationalen Tschaikowski-Violinwettbewerb in Moskau, 2009 den Ersten Preis bei der Irving M. Klein International String Competition, war 2012 Laureat der Queen Elisabeth Competition und 2013 Gewinner der Michael Hill International Violin Competition.
Als Kammermusiker trat er mit Musikern wie Shmuel Ashkenasi, Ida Kavafian, Peter Wiley, Steven Tenenbom, Richard Roberts, Lara St. John, Laurence Lesser, Sean Osborne, Alex Fiterstein,  Pamela Frank, Gary Graffman, Kim Kashkashian und seinem Bruder Timothy Chooi sowie Mitgliedern des Guarneri String Quartet, des Juilliard String Quartet, des Vermeer String Quartet und des Orion String Quartet auf, als Solist mit kanadischen und internationalen Orchestern wie dem Victoria, Edmonton und Winnipeg Symphony Orchestra, dem Belgischen Nationalorchester, dem Louisville Orchestra, dem Malaysian Philharmonic Orchestra, der Auckland Philharmonia und dem St. Petersburg State Symphony Orchestra auf.
Als Mitglied des Curtis On Tour-Ensembles trat Chooi 2009 mit Robert MacDonald und Roberto Diaz auf. 2015–16 war er als Nachfolger von Zachary DePue Mitglied des Ensembles Time for Three (mit Nick Kendall und Ranaan Meyer). In der Saison 2016–17 war er neben David Chan Konzertmeister des Orchesters der Metropolitan Opera.

## Weblink
- Homepage von Nikki Chooi